# Christina Wolfe
Pour les articles homonymes, voir Wolfe.
Christina Wolfe, créditée plus tôt dans sa carrière sous le nom de Christina Ulfsparre, née le 8 septembre 1990 à Londres (Royaume-Uni), est une actrice britannique.
Elle a exprimé et interprété Robyn dans le jeu vidéo Need for Speed de 2015 et a joué les rôles récurrents de Kathryn Davis dans la série télévisée The Royals et de Julia Pennyworth dans la série télévisée The CW Batwoman. Elle interpréte Kate dans le film Netflix de 2022 The Weekend Away. En 2023, elle a joué le rôle de Cat Brandice dans la série télévisée de science-fiction Syfy The Ark.

## Biographie
Née à Londres le 8 septembre 1990, Christina Wolfe fréquente l'université de Durham et étudie l'anglais et la philosophie. Elle suit également une formation au Drama Studio London,.
Christina Wolfe joue Kathryn Davis dans The Royals, une série qui a duré trois saisons sur E! où son personnage est impliqué avec les princes Liam et Robert. La série se termine sur un cliffhanger, avec le personnage de Wolfe kidnappée et enceinte du bébé de Liam.
Elle joue ensuite dans la série CW Television Network Batwoman dans le rôle de Julia Pennyworth, la fille d'Alfred Pennyworth,.
Wolfe apparaît dans le film Netflix 2022 The Weekend Away dans un rôle de premier plan,. Christina Wolfe incarne Kate, une femme qui convainc sa meilleure amie Beth (Leighton Meester) de se rendre en Croatie pour un week-end. Cependant, lorsque Kate disparaît, Beth est obligée de comprendre ce qui lui est arrivé,. Le film est sorti sur Netflix le 3 mars 2022.

## Filmographie partielle

### Au cinéma
- 2014 : Fury : la jolie fille à vélo (non créditée)
- 2022 : The Weekend Away : Kate (film en streaming)

### À la télévision
- 2015 : Playhouse Presents : Mlle Endway (saison 3, épisode 9 : King for a Term)
- 2016 : Holby City : Astrid Taylor (épisode From Bournemouth with Love)
- 2016-2018 : The Royals : Catherine Davis (rôle récurrent : saisons 2-3, 17 épisodes)
- 2019-2021 : Batwoman : Julia Pennyworth (rôle récurrent, saisons 1-2)
- 2023 : The Ark : Chat Brandice : (rôle principal[9])
- 2024-2025 : FBI: International : Amanda Tate (rôle régulier de la série, saison 3)

### Jeux vidéo
- 2015 : Need for Speed : Robyn (cinématiques vocales et live-action)

## Récompenses et distinctions
- Southern Shorts Awards 2017 : Award of Merit pour son rôle dans Yours Accidentally de Steven Forrester

- (en) Christina Wolfe: Awards, sur l'Internet Movie Database